# Jakovljev Jak-141
Jakovljev Jak-141 (rusko Яковлева Як-141; NATO oznaka "Freestyle"), tudi Jak-41, je bilo sovjetsko nadzvočno lovsko letalo z možnostjo vertikalnega vzleta in pristanka (VTOL). Zgradili so samo dva prototipa.
Jak-38 ni bilo sposobno letalo, so pa z njim dobili precej VTOL izkušenj. Jakovljev je leta 1975 brez razpisa dobil pogodbo za novo letalo. Sovjetske letalske sile so zahtevale nadzvočno in manevrirno letalo, po sposobnostih podobno konvencionalnim lovcem.
Jakovljev je s svojimi VTOL izkušnjami svetoval pri STOVL verziji lovca Lockheed Martin F-35 Lightning II.

## Tehnične specifikacije (Jak-41)
- Posadka: 1
- Dolžina: 18,36 m (60 ft 2¼ in)
- Razpon kril: 10,105 m (33 ft 1½ in)
- Višina: 5,00 m (16 ft 5 in)
- Površina krila: 31,7 m² (341 ft²)
- Prazna teža: 11650 kg (25683 lb)
- Maks. vzletna teža: 19500 kg (42989 lb)
- Motor: 1 × Sojuz R-79V-300 ( ru ) lift/cruise turbofan
- Potisk (suh): 108 kN (24300 lbf)
- Potisk (z dodatnim zgorevanjem): 152 kN (34170 lbf)
- Vzgonski motorji: 2x RKBM RD-41 turboreaktivni 41,7 kN (9300 lbf) vsak
- Največja hitrost: 1800 km/h (1118 mph, Mach 1.4+)
- Dolet: 2100 km (1305 mi)
- Največji dolet: 3000 km (1865 mi)
- Višina leta (servisna): 15500 m (50853 ft)
- Hitrost vzpenjanja: 15000 m/min (49213 ft/min)
- Top: 1 × 30 mm GSh-301 s 120 naboji
- Nosilci za orožje: 4 pod krili in 1 pod trupom, skupaj 2600 kg (5733 lb) tovora
- Rakete zrak-zrak: R-73 Archer, R-77 Adder ali R-27 Alamo